# Sitio histórico de Cheremi
El sitio histórico de Cheremi (en georgiano: ჭერემის ნაქალაქარი) es un sitio histórico y arqueológico de Georgia, situado en y alrededor del moderno pueblo de Cheremi, en el municipio de Gurjaani, en la región de Kakheti. El sitio contiene ruinas de iglesias, un castillo amurallado y un cementerio. Partes de estas ruinas corresponden al extinto pueblo de Cheremi conocido desde las crónicas medievales georgianas y está inscrito en la lista de monumentos culturales de Georgia.

## Historia
Cheremi se encuentra en la orilla del Chermistsqali, un afluente del río Alazani.  Durante la antigüedad tardía, esa área fue una frontera estratégica entre la Kartli—Iberia de las fuentes clásicas—y Albania. La primera mención a Cheremi aparece en la crónicas de Juansher, cerca de 800, el cual acredita a  Vakhtang Gorgasali, rey de Kartli, la construcción de dos iglesias en Cheremi y una ciudadela entre ellas.

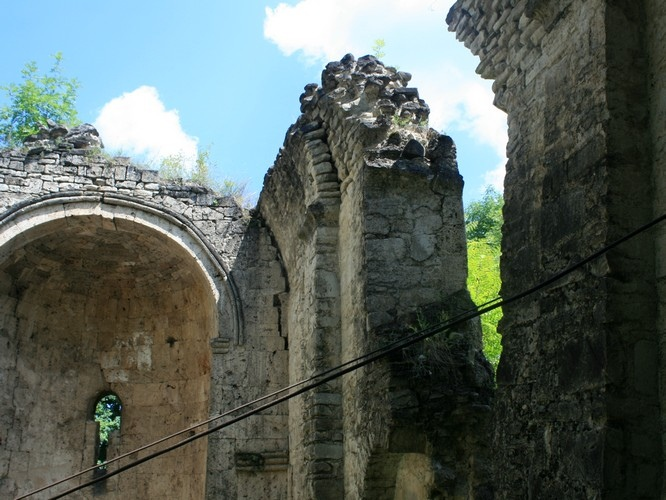
Ruinas de Cheremi.

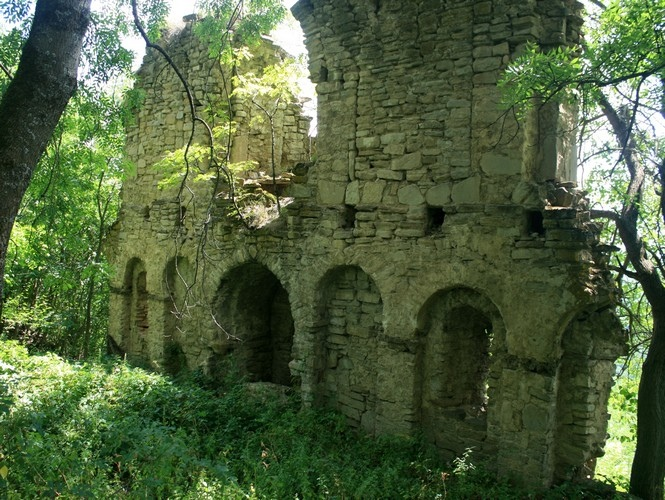

Después de su reinado, la fortaleza de Cheremi  jamás se recuperó totalmente pero mantuvo su función como sede de un obispo hasta siglo XVIII.

## Arqueología
Un viaje por la antigua ciudad de Vakhtang Gorgasali llevó a una expedición arqueológica en la nuevamente revivida villa de Cheremi en 1979. Sus excavaciones, desde la tardía edad de Bronce hasta la Alta Edad Media, revelaron gran cantidad de entierros de cistas de piedra, mayormente colectivas, datadas entre los periodos del siglo III al VII AD, algunos de los cuales contienen joyería y monedas romanas. Una iglesia de salón, dedicada a santa Marina, del siglo IV-V fue también revelada en este territorio.
Las ruinas del pueblo de la antigüedad tardía, asociadas por las crónicas medievales con Vakhtang Gorgasali fueron encontradas sobre una montaña unos 5 km al oeste del pueblo actual. Los remanentes de la antigua Cheremi incluyen una ciudadela, de unas 10 ha, con las ruinas de un castillo, un palacio, una muralla y otras estructuras.
El castillo de Cheremi estaba localizado en un promontorio de piedra en el límite oeste de la  montaña. Ocupando un área de 300 sq. m, consistía de 6 cámaras, dos corredores y una torre. Al este de este edificio había un palacio, con dimensiones de 30.50 x 15.70 metros.
Dos iglesias se mantienen en  territorio de las ruinas de la fortaleza de Cheremi. Una, dedicada a santa Bárbara, es ahora una restaurada iglesia de salón, estilístacamente datada a finales del siglo V. Esta iglesia fue parte del complejo del palacio. La otra es una iglesia dedicada a san Jorge y es también conocida como Tsverodabali. Esta iglesia medieval temprana, de 10.27 x 3.74 m, es también una iglesia de salón.